# Suldal
Suldal est une kommune de Norvège. Elle est située dans le comté de Rogaland. La commune compte 3 820 habitants, dont 1 174 résidents dans des agglomérations. Avec ses 1 736 km2, c'est la plus grande commune de Rogaland en termes de superficie et la cinquième plus grande de la région de Vestlandet